# Virusul gripei A subtip H5N1
H5N1 este un subtip al virusului gripal A, care declanșează boala numită gripă aviară. Din cele 15 subtipuri de virusuri de gripă cunoscute, H5N1 reprezintă o particularitate din mai multe motive: se modifică rapid și are tendința de a dobândi gene de la alte virusuri infectând și alte specii de animale. Abilitatea sa de a cauza boala acută la oameni a fost confirmată în laborator.